# The Gravedigger’s Wife
The Gravedigger’s Wife ist ein Filmdrama von Khadar Ayderus Ahmed, das im Juli 2021 bei den Filmfestspielen in Cannes seine Premiere feierte. The Gravedigger’s Wife wurde von Somalia als Beitrag für die Oscarverleihung 2022 in der Kategorie Bester Internationaler Film eingereicht.

## Handlung
Guled und Nasra leben mit ihrem Sohn Mahad am Stadtrand von Dschibuti. Guled arbeitet als Totengräber, um über die Runden zu kommen, doch es ist nicht leicht, mit dem wenigen Geld die kleine Familie über Wasser zu halten. Nun braucht Nasra auch noch dringend eine teure Operation zur Behandlung einer chronischen Nierenerkrankung.

## Produktion

### Regie und Drehbuchentwicklung
Regie führte der somalische, in Finnland lebende Khadar Ayderus Ahmed. Er kam durch ein Gespräch mit seinem Bruder während einer Familientrauerfeier im Sommer 2011 auf die Idee für den Film. Sein Bruder hatte ihn gefragt, ob er denn wüsste, wie lang es in Somalia dauert, bis jemand beerdigt wird, nachdem er gestorben ist. Der im Alter von 16 Jahren nach Finnland ausgewanderte Regisseur, der dort die Erfahrung machte, dass dies schon mal gut zwei Wochen dauern kann, wusste nicht, dass es in Somalia lediglich ein paar Stunden sind. „Es gibt dort immer eine Gruppe von Totengräbern vor dem Krankenhaus, die nur darauf warten, dass jemand stirbt“, so der Regisseur. Über seine Arbeit sagt Ahmed, er schreibe immer über Charaktere, die er kennt und an denen er dicht dran ist. Zudem sei es ihm wichtig, dass er bei seinen Filmen immer People of Colour in den Hauptrollen hat.

### Besetzung, Dreharbeiten und Filmförderung
Für das Casting war der Regisseur nach eigenen Aussagen auf der Straße in Dschibuti quasi jedem hinterhergelaufen, den er interessant fand und habe gefragt, ob sie bei seinem Film mitmachen wollen. Die meisten von ihnen hatten zuvor noch nie vor einer Kamera gestanden. Der finnische Hauptdarsteller Omar Ahmed Abdi und die kanadische Hauptdarstellerin Yasmin Warsame, die Guled und Nasra spielen, sind beide in Somalia geboren. Der Film entstand an 21 Drehtagen in Dschibuti. Der Film erhielt von der MOIN Filmförderung Hamburg Schleswig-Holstein eine Produktionsförderung in Höhe von 100.000 Euro.

### Filmmusik und Veröffentlichung
Die Musik steuerte der deutsche Komponist Andre Matthias bei. Das Soundtrack-Album mit 12 Musikstücken wurde am 12. November 2021 von der Plaza Mayor Company als Download veröffentlicht.
Die Premiere erfolgte im Juli 2021 bei den Filmfestspielen in Cannes in der Semaine internationale de la critique. Im September 2021 wurde er beim Toronto International Film Festival in der Sektion Contemporary World Cinema vorgestellt. Anfang Oktober 2021 wurde er beim Filmfest Hamburg gezeigt. Anfang November 2021 wurde er bei den Nordischen Filmtagen Lübeck vorgestellt. Im März 2022 wurde er beim Fribourg International Film Festival und beim Glasgow Film Festival gezeigt. Ende April 2022 wurde er beim San Francisco International Film Festival vorgestellt. Im August 2022 wurde er beim Hong Kong International Film Festival gezeigt.

## Rezeption

### Kritiken
Von den bei Rotten Tomatoes aufgeführten Kritiken sind 96 Prozent positiv.

### Auszeichnungen
The Gravedigger’s Wife wurde von Somalia als Beitrag für die Oscarverleihung 2022 in der Kategorie Bester Internationaler Film eingereicht. Es handelt sich um die erste Einreichung Somalias. Im Folgenden eine Auswahl weiterer Nominierungen und Auszeichnungen.
African Movie Academy Awards 2021
- Nominierung für das Beste Regiedebüt (Khadar Ayderus Ahmed)
- Nominierung für die Beste Regie (Khadar Ayderus Ahmed)
- Nominierung für den Besten Soundtrack (Andre Matthias)
- Nominierung für die Beste Kamera (Arttu Peltomaa)
- Nominierung für den Besten Ton (Karri Niinivaara, Adrian Baumeister und Maxim Romasevich)
- Auszeichnung als Bester Film (Khadar Ayderus Ahmed)
- Auszeichnung als Bester afrikanischsprachiger Film (Khadar Ayderus Ahmed)
- Auszeichnung als Bester Hauptdarsteller (Omar Abdi)
- Auszeichnung für das Beste Szenenbild (Antti Nikkinen)
- Auszeichnung für das Beste Makeup (Nadine Boucher)[16][17]

Cairo International Film Festival 2021
- Nominierung für den Arab Film Critics’ Award for European Films[18]

Fribourg International Film Festival 2022
- Nominierung im internationalen Wettbewerb[10]

Internationale Filmfestspiele von Cannes 2021
- Nominierung in der Semaine internationale de la critique (Khadar Ayderus Ahmed)
- Nominierung für die Caméra d’Or (Khadar Ayderus Ahmed)

Jussi 2022
- Auszeichnung für die Beste Filmmusik (Andre Matthias)
- Auszeichnung für die Besten Kostüme (Anu Gould)[19]

Miami Film Festival 2022
- Nominierung für den Jordan Ressler First Feature Award[20]

Nordische Filmtage Lübeck 2021
- Auszeichnung mit dem NDR-Filmpreis
- Auszeichnung mit dem Kirchlichen Filmpreis Interfilm[21]

Toronto International Film Festival 2021
- Lobende Erwähnung beim Amplify Voices Award (Khadar Ayderus Ahmed)